# Королевство Иной Мир
Королевство Иной Мир (англ. Other World Kingdom) — виртуальное государство, провозглашённое в столице Чехии Праге в 1996 году. По форме правления — абсолютная монархия с элементами БДСМ.

## Создание
Официальной датой создания королевства является 1 июня 1996 года. Оно расположено в муниципалитете Черна в районе Ждяр-над-Сазавоу на территории средневекового замка XVI века. Первых граждан государство начало принимать в 1997 году. В королевстве существуют собственная судебная система, полиция, валюта (дом), паспорта и государственный гимн. Формой правления является абсолютная монархия с некоторыми элементами БДСМ. Главой государства в настоящее время является королева Патриция I.

## Государственное устройство
Королевство является абсолютной монархией. Главой страны является королева Патриция I, коронация которой состоялась 30 мая 1997 года. Согласно законодательству страны, королева имеет право вносить поправки в законы и иные юридические акты.
Общество государства разделено на несколько классов, высшим из которых считаются «Возвышенные дамы» или «Дамы-граждане», которые составляют дворянство королевства.
Чтобы стать гражданкой, женщина должна соответствовать определённым критериям, а именно:
- Достичь возраста согласия.

- Владеть по крайней мере одним рабом-мужчиной.

- Подчиняться принципам и законам государства.

- Отправить заявления на получение гражданства.

- Провести не менее пяти ночей в районе Королевского дворца.

Вторым классом являются подданные королевы — мужчины, следующие законам королевства, подчиняющиеся королеве и выплачивающие ей налоги, однако при этом имеющие некоторые права (путешествовать, заниматься предпринимательством, высказывать свое мнение, иметь детей и т.д).
Низшим классом являются рабы — мужчины, принадлежащие Королеве и знатным дамам, не имеющие никаких прав и считающиеся домашними животными женщин.

## Территория
Во владении королевства находится земельный участок общей площадью в 3 гектара (7,4 акра) с несколькими зданиями, 250-метровой овальной дорожкой, небольшим озером и травянистыми лужайками. Главным зданием в стране является Дворец королевы, включающий в себя банкетный зал, библиотеку, тронный зал, камеру пыток, классную комнату, тренажерный зал и обширную подвальную тюрьму, камеры которой можно арендовать. Во дворце также предусмотрены дополнительные помещения для посетителей, в том числе бассейн, паб, ресторан и ночной клуб. Имеется также крытый манеж для верховой езды, покрытый опилками, и конюшни.